# Olga Savenchuk
Olga Saventchuk est une joueuse de volley-ball ukrainienne née le 20 mai 1988 à Donetsk. Elle mesure 1,88 m et joue au poste de réceptionneuse-attaquante. Elle totalise 33 sélections en équipe d'Ukraine.

## Clubs
| Club                       | De        | À         |
| -------------------------- | --------- | --------- |
| Krug Cherkasy              | 2002-2003 | 2004-2005 |
| VK Severodontchanka        | 2005-2006 | 2005-2006 |
| Dinamo Moscou              | 2006-2007 | 2006-2007 |
| Indesit Lipetsk            | 2007-2008 | 2007-2008 |
| VK Severodontchanka        | 2008-2009 | 2009-2010 |
| Beşiktaş İstanbul          | 2010-2011 | 2010-2011 |
| Neve Shanan Haïfa          | 2011-2012 | 2011-2012 |
| Khimik Youjne              | 2012-2013 | 2013-2014 |
| Azerrail Bakou             | 2014-2015 | 2014-2015 |
| Atom Trefl Sopot           | oct 2015  | déc 2015  |
| ES Le Cannet               | 2015-2016 | 2015-2016 |
| Racing Club de Cannes      | 2016-2017 | 2016-2017 |
| Menashe Haderea Emek Hefer | jan 2018  | …         |

## Palmarès

### Équipe nationale
- Championnat d'Europe des moins de 18 ans
  - Vainqueur : 2005.

### Clubs
- Championnat d'Ukraine
  - Vainqueur : 2005, 2009, 2013.
- Championnat de Russie
  - Vainqueur : 2007.
- Coupe d'Ukraine
  - Vainqueur : 2005, 2009, 2014.
- Supercoupe de Pologne
  - Finaliste : 2015.
- Supercoupe de France
  - Vainqueur : 2015.
  - Finaliste : 2016.

### Distinctions individuelles
- Championnat d'Europe féminin de volley-ball des moins de 18 ans 2005: Meilleure attaquante et MVP.
- Supercoupe de France 2015 — Meilleure joueuse.